# Johannes Coccejus

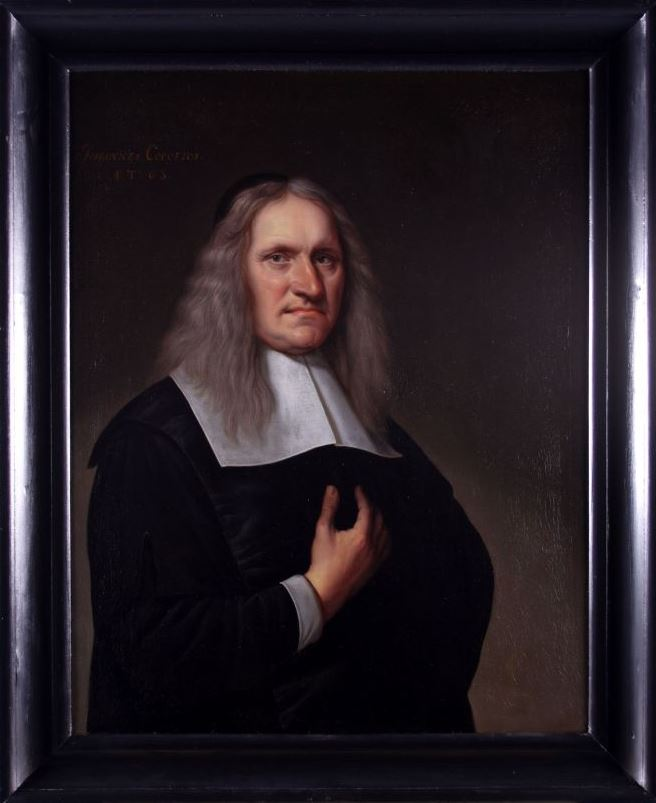
Johannes Coccejus

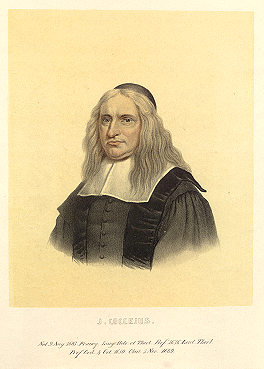
Portret van Johannes Coccejus uit 1715

Johannes Coccejus (eigenlijk Johannes Coch) (Bremen, 9 augustus 1603 - Leiden, 5 november 1669) was een theoloog en filoloog die een belangrijke rol speelde in het gereformeerd protestantisme van de 17e eeuw. Coccejus is vooral bekend geworden door zijn twist met Voetius over de verbondsleer en de sabbat. Dit conflict verdeelde de gereformeerde kerk tot ver in de achttiende eeuw in de elkaar bestrijdende partijen van Coccejanen en Voetianen.

## Leven
Als zoon van de Bremer Stadtsecretär Timan Coch bezocht hij het Gymnasium Illustre (Latijnse school). In 1625 ging hij naar Hamburg waar hij zich verder in de Rabbijnse geschriften verdiepte. In september 1626 werd hij, "om het wilde leven aan de Duitse universiteiten te ontvluchten" student in Franeker waar hij colleges volgde van onder andere Johannes Maccovius en Guilielmus Amesius (William Ames).
- 1630, Benoeming tot hoogleraar in de Bijbelse filologie in Bremen
- 1636, Benoeming tot professor Oosterse Talen te Franeker,
- 1643, Doctorsbul in de theologie met een dissertatie over het verbond.
- 1650, Benoeming tot professor in Leiden waar hij in 1669 aan de pest stierf. Hij werd begraven in de Pieterskerk, waar nog een monument aan hem herinnert.

## Leer

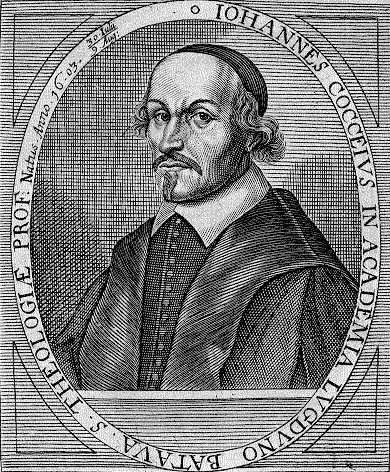
Houtsnede met de afbeelding van Johannes Coccejus

In 1648 verscheen Coccejus' verhandeling Summa doctrinae de foedere et testamento Dei explicata. Coccejus stelde hierin dat er verschil was tussen de vergeving van zonden in het Oude Testament en de vergeving van zonden in het Nieuwe Testament. Onder het oude verbond zou God nog geen volkomen vergeving hebben geschonken, onder het nieuwe verbond wel (door het kruisoffer van Christus). Vooral Gisbertus Voetius kwam tegen deze leer in het geweer.
Coccejus' theologie wordt vaak getypeerd als verbonds- of f(o)ederaaltheologie. In gematigde vorm waren zijn ideeën ook al te vinden bij Bullinger en Olevianus. Zowel de Bijbelse geschiedenis als de kerkgeschiedenis werd door hem in verschillende verbonden onderverdeeld, waarin God op verschillende manieren met de mens omging. Oudtestamentische personen en verhalen "vergeestelijkte" hij door ze te beschouwen als voorafschaduwingen van wat Christus zou gaan doen. Vanwege zijn nadruk op de verschillen tussen de verbonden is Coccejus' theologie heilshistorisch. Hij besteedt veel aandacht aan de ontvouwing van Gods heilsplan in de geschiedenis. In zekere zin is bij Coccejus een vorm van dispensationalisme terug te vinden.
Coccejus heilshistorische uitleg had ook gevolgen voor zijn ethiek, met name voor zijn uitleg van het vierde gebod over het heiligen van de sabbat, voor de gereformeerde christenen de zondag. Volgens Coccejus was dit gebod oudtestamentisch en bedoeld voor in de woestijn. Het was een ceremonieel gebod en geen moreel gebod. De christenen hoefden dit gebod dus niet tot in alle details na te leven. Naast het bezoek aan de kerkdiensten was er alle gelegenheid om op zondag aangename dingen te doen. Hiertegen in het geweer kwamen vertegenwoordigers van de Nadere Reformatie als Coccejus' Leidse collega Johannes Hoornbeeck en de Utrechtse hoogleraar Andreas Essenius, maar opnieuw vooral Gisbertus Voetius.
Het conflict tussen Voetius en Coccejus was lange tijd de belangrijkste scheidslijn binnen de gereformeerde kerk. Om de rust tussen de strijdende dominees te bewaren werden tot ver in de achttiende eeuw in veel steden de predikantsplaatsen door middel van "contracten van correspondentie" verdeeld tussen Coccejaanse en Voetiaanse predikanten. De theologische groepen waren vaak verbonden met plaatselijke politieke facties.

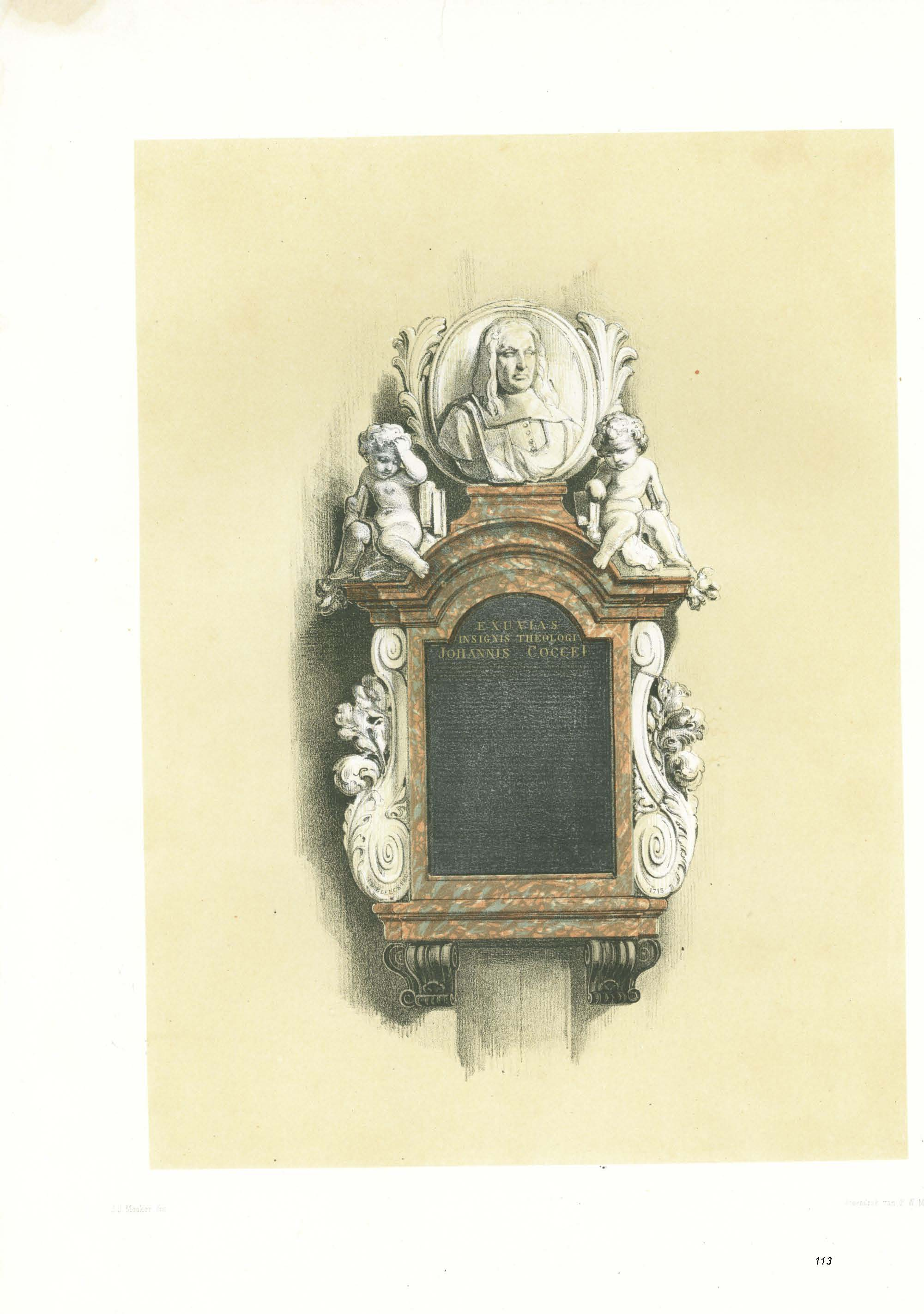
Het grafmonument voor Coccejus in de Pieterskerk te Leiden.

Ook na de dood van Coccejus werd een felle pennenstrijd gevoerd, met het in de Pieterskerk in Leiden voor hem opgerichte monument als inzet.